# Tulostoma caespitosum
La especie Tulostoma caespitosum es un representante del género Tulostoma de la familia Agaricaceae. El origen etimológico de la palabra Tulostoma viene del gr. týlos que significa joroba, callo, dureza, clavija; y de stóma que significa boca, poro, por la forma en que se efectúa la dehiscencia, mediante un poro apical con frecuencia umbonado.

## Clasificación y descripción
La especie Tulostoma caespitosum, es una representante del género Tulostoma miembro de la familia Agaricaceae. Posee un saco esporífero subgloboso a globoso-deprimido, 13-19 x 8-13 mm, bien diferenciado del estípite. Hifas entremezcladas con gránulos de arena, persistente en porciones, particularmente en el hemisferio basal, pero dejando restos en sobre otras partes. Endoperidio con restos del exoperidio, lo que le confiere un aspecto moteado y sucio, casi liso y blanquecino. Boca circular, ligeramente proyectada, pequeña de hasta 1 mm de diámetro. Cuello ligeramente separado y relativamente profundo, rodeado de una membrana de aspecto anular, grueso a veces, más relleno y apretado alrededor del estípite. Pie de 30-40 x 3-6 mm, castaño ferrigíneo claro a pardusco o blanquezco, encorvado y tortuoso, deshilachándose la corteza en fibrillas, fibroso, terminando basalmente en un bulbillo o angostado hacia la base, y en algunos surcado longitudinalmente, quebradizo. Esporas amarillentas,  ligeramente rugosas a microscopio compuesto, subglobosas a elipsoidales o piriformes, fusiformes o limoniformes. Capilicio ligeramente amarillento, profusamente ramificado y septado, 2-6,5 μm de diámetro.

## Distribución
Es poco lo que se conoce acerca de la distribución de esta especie, en estado de México se ha citado de San Pablo Teacalco y Teotihuacán.

## Hábitat
Se ha encontrado creciendo en pastizales áridos y subáridos.

## Estado de conservación
Se conoce muy poco de la biología y hábitos de los hongos, por ello la mayoría de ellos no están incluidos en la Norma Oficial Mexicana 059.